# بارطشية بيروية
بارطشية بيروفية (الاسم العلمي:Bartsia peruviana) هو نوع من النباتات يتبع جنس البارطشية من الفصيلة الهالوكية.